# Gene Steratore
Eugene Joseph „Gene“ Steratore (* 8. Februar 1963 in Uniontown, Pennsylvania) ist ein ehemaliger US-amerikanischer Schiedsrichter im American Football, der von der Saison 2003 bis 2018 in der NFL tätig war. Er war Schiedsrichter des Super Bowls LII. Zudem leitete er in der Saison 2017 die Partie zwischen den Minnesota Vikings und den New Orleans Saints, welche als Minneapolis Miracle in die Geschichte der NFL einging. Er trug die Uniform mit der Nummer 114.

## Karriere
Steratore begann im Jahr 2003 seine NFL-Laufbahn als Field Judge beim Spiel der Philadelphia Eagles gegen die Tampa Bay Buccaneers. Nachdem die Schiedsrichter Bernie Kukar und Tom White ihren Rücktritt bekannt gegeben hatten, wurde er zur NFL-Saison 2006 zum Hauptschiedsrichter ernannt. Sein erstes Spiel – die Tennessee Titans gegen die New York Jets – leitete er am 10. September 2006.
Er leitete Super Bowl LII im Jahr 2018. Acht Jahre zuvor, beim Super Bowl XLIV, war er Ersatzschiedsrichter.
Nach seinem Rücktritt wurde Clay Martin zum Hauptschiedsrichter befördert.
Nach seiner aktiven Karriere ist er als Regelanalyst bei CBS Sports tätig.

## Privates
Genes älterer Bruder, Tony Steratore, ist ebenfalls Schiedsrichter in der NFL. Er übernimmt die Position des Back Judge im Schiedsrichtergespanns unter der Leitung von Jerome Boger.